# Антоній-Еразм Воллович
Анто́ній-Ера́зм Воло́вич (пол. Antoni Erazm Wołłowicz, 1711 — 6 липня 1770, Варшава) — релігійний діяч, Луцький єпископ РКЦ у 1755–1770 рр. Писар великий литовський (1744—1748), духовний секретар великий литовський (1748—1755).

## Біографія
Народився в 1711 р. в Гулавіцях Гнєзненської архидієцезії. Після закінчення навчання пішов на державну службу, однак, потім обрав священицьке служіння. Сан прийняв 29 квітня 1738 р. У 1741 р. отримав у Римі докторат обох прав. Був лаським, гнєзненським та віленським каноніком, а також варшавським деканом. У 1754 р. його рідний дядько, Франциск-Антоній Кобельський, взяв його коад'ютором до луцького єпископства. Однак доки Апостольський Престол надіслав підтвердження, єпископ Кобельський помер і 12 травня 1755 р. Антонія-Еразма Воловича призначено одразу ординарієм. Хіротонію отримав 6 червня 1755 р. у Варшаві з рук єпископа жмудського Антонія Тишкевича. Безрезультатно старався про перенесення на віленське єпископство. Помер 6 липня 1770 р. у Варшаві, похований в Янові Підляському.